# Javad Razavian
Javad Razavian (en persan جواد رضویان), est un acteur de télévision iranienne, connu pour jouer dans quelques sitcoms.

## Filmographie
- Harf too harf
- Sib-e Khandeh
- Sefr Darejeh
- Pavarchin (2002, série télévisée)
- Baghcheye Minoo (2003, série télévisée)
- Jayezeye Bozorg (2004, série télévisée)
- Sharlatan (2004, long métrage)
- Farar-e Bozorg
- Erse Babam (2005, série télévisée, aussi réalisateur)
- Shakhe goli baraye aroos (2005, long métrage)
- Kolahi Baraye Baran (2006, film)
- Char Khooneh (2007, série télévisée)
- Gharargahe Maskooni (2008, série télévisée)
- Deldadeh (2008, long métrage)